# Тоб, Эверт
А́ксель Э́верт Тоб (швед. Axel Evert Taube о файле; 12 марта 1890 года в Гётеборге, Швеция — 31 января 1976 года в Стокгольме, Швеция) — шведский поэт, композитор, эстрадный певец. Отпрыск шведского дворянского рода Тоб (Таубе).

## Биография
Родился в 1890 году в Гётеборге и рос на острове Винга, где его отец, Карл Гуннар Тоб, был смотрителем маяка. В 1911—1915 годах жил в Латинской Америке, что значительно отразилось в его последующем творчестве. В 1936 году принимает деятельное участие в создании общества «Друзья песни» (швед. Visans vänner). Писал стихи к своим песням, продолжая традицию «компанейской» песни, заложенную К. М. Бельманом. Был очень плодовитым композитором, создавшим более 600 песен, часто используя шведский городской и матросский фольклор, щедро сдабривая его латиноамериканскими ритмами и мелодиями. Творчество Тоба до сих пор остаётся популярным как в Швеции, так и за её пределами (так, например, один из его романсов, написанных в 1946 году, «Så skimrande var aldrig havet» («Океан никогда не был таким лучезарным») исполняла Мари Фредрикссон, солистка шведской группы Roxette). Среди переводчиков Тоба на русский язык была Юнна Мориц.
В 1925 году он женился на Астри Бергман, художнице и скульпторе. У них было четверо детей, в том числе дочь Эллинор, о которой отец написал несколько баллад.
Тоб умер в Стокгольме и похоронен на кладбище церкви Марии Магдалины на Седермальме.

## Признание
- 20 марта 2014 — Эверт Тоб наряду с «ABBA», «Roxette» и другими вошёл в Зал славы шведской музыки (Стокгольм).[5]